# Luigi Moreschi
Luigi Moreschi (* 6. Dezember 1947) ist ein ehemaliger italienischer Autorennfahrer und Rennstallbesitzer.

## Karriere im Motorsport
Luigi Moreschi erstmalige Erwähnung im internationalen Motorsport fand im Mai 1970 statt, als er auf einem AMS SP der Scuderia Brescia Corse zur Targa Florio dieses Jahres gemeldet wurde. Das Rennen konnte er nicht beenden. Eine erste Zielankunft durfte er beim 1000-km-Rennen von Zeltweg 1970 feiern. Gemeinsam mit Marsilio Pasotti erreichte er die neunte Stelle in der Gesamtwertung. 
In den 1970er-Jahren bestritt der Italiener vor allem nationale Sportwagenrennen. Den Meisterschaftslauf zur italienischen Sportwagen-Meisterschaft 1973 in Monza beendete er auf einem Lola T212 als Dritter. 1977 siegte er gemeinsam mit Antonio Ferrari beim 6-Stunden-Rennen von Vallelunga; Rennfahrzeug war ein Porsche 935. Ende der 1970er-Jahre stieg er in die italienischen Gruppe-6-Meisterschaft ein und gewann in Summe vier Meisterschaftsläufe. 1981 und 1982 ging er für Osella in der Sportwagen-Weltmeisterschaft an den Start. Sowohl beim 1000-km-Rennen von Monza als auch beim 6-Stunden-Rennen von Pergusa erreichte er gemeinsam mit Carlo Franchi auf einem Osella PA9 den dritten Rang in der Gesamtwertung. 
Moreschi betreibt nach wie vor einen eigenen Rennstall und geht bei Rennen für historische Fahrzeuge an den Start. Historische Rennfahrzeug werden von seinem Unternehmen auch restauriert und zum Kauf angeboten.